# Combongan
Combongan is een bestuurslaag in het regentschap Sukoharjo van de provincie Midden-Java, Indonesië. Combongan telt 3926 inwoners (volkstelling 2010).